# 巴里薩爾縣
巴里薩爾縣是孟加拉國巴里薩爾專區的一個縣，位於該國南部，東臨恆河。面積2,790.51平方公里。2001年人口2,355,967人。
下分十個鄉。